# Западный Токчин
Западный Токчин — село в Дульдургинском районе Агинского Бурятского округа Забайкальского края. Входит в состав сельского поселения Токчин.

## География
Село находится на юго-востоке района, к западу от села Токчин, у границы с Ононским районом, в 70 км от райцентра, села Дульдурга, на левобережье реки Онон, в 3,5 км севернее от её главного русла.

## Население
| 2021 |
| ---- |
| 0    |

## История
Решение образовать новый населённый пункт путём выделения из села Токчин было принято Законом Забайкальского края от 5 мая 2014 года. Распоряжением Правительства Российской Федерации от 1 марта 2016 года N 350-р селу было присвоено соответствующее наименование и на федеральном уровне.